# Весолувка (Нижньосілезьке воєводство)
Весолувка (пол. Wesołówka, нім. Löbenslust) — село в Польщі, у гміні Секерчин Любанського повіту Нижньосілезького воєводства.
Населення — 192 особи (2011).
У 1975-1998 роках село належало до Єленьоґурського воєводства.

## Демографія
Демографічна структура станом на 31 березня 2011 року:
|          | Загалом | Допрацездатний вік | Працездатний вік | Постпрацездатний вік |
| -------- | ------- | ------------------ | ---------------- | -------------------- |
| Чоловіки | 107     | 21                 | 80               | 6                    |
| Жінки    | 85      | 6                  | 55               | 24                   |
| Разом    | 192     | 27                 | 135              | 30                   |